# Marhaus (kráter)
Marhaus je impaktní kráter na Saturnově měsíci Mimas. Nomenklatura kráterů na Mimasu čerpá z britské mytologie – konkrétně z Artušovských legend, tento je tak pojmenován podle irského válečníka Marhause (jinak zvaného i jako Morholt, Marhault, Morold), jenž se objevuje v legendě o Tristanovi a Isoldě. Název byl schválen Mezinárodní astronomickou unií v roce 2008.
Má průměr 34 km a jeho střední souřadnice na měsíci jsou 8°57′36″ J a 0°03′36″ Z, prochází jím tedy mimaský nultý poledník.
Jižně od Marhause se táhne kaňon Pangea Chasma, východně pak leží kráter Launcelot.